# Trophée européen FIRA de rugby à XV 1984-1985
Navigation
Trophée européen FIRA 1983-1984 Trophée européen FIRA 1985-1987
Le Trophée européen FIRA de rugby à XV 1984–1985 est une compétition qui réunit les nations de la FIRA–AER qui ne participent pas au Tournoi des Cinq Nations, mais en présence des équipes de France B et du Maroc.
À l'issue de la compétition, l'Espagne est reléguée en division B après un match de barrage contre la Tunisie et le Portugal est promu en division A.

## Équipes participantes
Division A
- Tunisie
- France A
- Italie
- Espagne
- Roumanie
- Union soviétique

| Division B1 - Tchécoslovaquie - Portugal - Pologne - Maroc | Division B2 - Pays-Bas - Belgique - Suède - Allemagne |

## Division A

### Classement
| Rang | Pays             | J | V | N | D | Pm  | Pe  | Diff | Pts |
| ---- | ---------------- | - | - | - | - | --- | --- | ---- | --- |
| 1    | France A         | 5 | 5 | 0 | 0 | 135 | 45  | +90  | 15  |
| 2    | Union soviétique | 5 | 3 | 0 | 2 | 85  | 60  | +25  | 11  |
| 3    | Italie           | 5 | 3 | 0 | 2 | 70  | 60  | +10  | 11  |
| 4    | Roumanie         | 5 | 3 | 0 | 2 | 80  | 68  | +12  | 8   |
| 5    | Espagne          | 5 | 1 | 0 | 4 | 30  | 104 | -74  | 7   |
| 6    | Tunisie          | 5 | 0 | 0 | 5 | 64  | 119 | -55  | 7   |

|  | Vainqueur de la compétition (no 1). |
|  | Match de barrage (no 5) et (no 6).  |

### Matchs joués
La rencontre entre la Tunisie et l'URSS n'est pas disputée.
| 6 octobre 1984 | Tunisie | 6 – 25 | France B | Tunis |
| 6 octobre 1984 |         |        |          | Tunis |
| 6 octobre 1984 |         |        |          | Tunis |

| 20 octobre 1984 | Tunisie         | 6 – 20 (3 - 3) | Italie                       | Monastir Arbitre : Doulcet |
| 20 octobre 1984 | Pénalité(s) : 2 |                | Essai(s) : 2 Pénalité(s) : 4 | Monastir Arbitre : Doulcet |
| 20 octobre 1984 |                 |                |                              | Monastir Arbitre : Doulcet |

| 10 novembre 1984 | Roumanie | 3 – 18 (0 - 6) | France B | Bucarest Arbitre : J.R. West |
| 10 novembre 1984 |          |                |          | Bucarest Arbitre : J.R. West |
| 10 novembre 1984 |          |                |          | Bucarest Arbitre : J.R. West |

| 17 novembre 1984 | Tunisie | 15 - 17 | Espagne | Sfax |
| 17 novembre 1984 |         |         |         | Sfax |
| 17 novembre 1984 |         |         |         | Sfax |

| 18 novembre 1984 | Italie                       | 13 – 12 (6 - 6) | Union soviétique                                   | L'Aquila Arbitre : Matheu |
| 18 novembre 1984 | Essai(s) : 1 Pénalité(s) : 3 |                 | Essai(s) : 1 Transformation(s) : 1 Pénalité(s) : 2 | L'Aquila Arbitre : Matheu |
| 18 novembre 1984 |                              |                 |                                                    | L'Aquila Arbitre : Matheu |

| 16 décembre 1984 | Espagne | 19 – 33 (10 - 18) | Roumanie | Madrid Arbitre : G. Maurette |
| 16 décembre 1984 |         |                   |          | Madrid Arbitre : G. Maurette |
| 16 décembre 1984 |         |                   |          | Madrid Arbitre : G. Maurette |

| 17 février 1985 | France B | 34 – 6 | Espagne | Saint-Gaudens |
| 17 février 1985 |          |        |         | Saint-Gaudens |
| 17 février 1985 |          |        |         | Saint-Gaudens |

| 3 mars 1985 | Italie          | 9 – 22 (6 - 6) | France B                                                       | Trévise Arbitre : Hosie |
| 3 mars 1985 | Pénalité(s) : 3 |                | Essai(s) : 3 Transformation(s) : 2 Pénalité(s) : 1 Drop(s) : 1 | Trévise Arbitre : Hosie |
| 3 mars 1985 |                 |                |                                                                | Trévise Arbitre : Hosie |

| 14 avril 1985 | Roumanie                                 | 7 – 6 (3 - 3) | Italie          | Brașov Arbitre : J-P. Vedel |
| 14 avril 1985 | Essai(s) : 1 Pénalité(s) : 1 Drop(s) : 1 |               | Pénalité(s) : 2 | Brașov Arbitre : J-P. Vedel |
| 14 avril 1985 |                                          |               |                 | Brașov Arbitre : J-P. Vedel |

| 1er mai 1985 | Espagne | 9 – 15 | Union soviétique | Séville |
| 1er mai 1985 |         |        |                  | Séville |
| 1er mai 1985 |         |        |                  | Séville |

| 5 mai 1985 | Roumanie | 30 - 3 (4 - 3) | Tunisie | Bârlad 10,000 spectateurs Arbitre : D. Roelands |
| 5 mai 1985 |          |                |         | Bârlad 10,000 spectateurs Arbitre : D. Roelands |
| 5 mai 1985 |          |                |         | Bârlad 10,000 spectateurs Arbitre : D. Roelands |

| 18 mai 1985 | Italie                             | 22 – 13 (6 - 6) | Espagne                                            | Mantoue Arbitre : Groumbinas |
| 18 mai 1985 | Essai(s) : 4 Transformation(s) : 3 |                 | Essai(s) : 3 Transformation(s) : 1 Pénalité(s) : 1 | Mantoue Arbitre : Groumbinas |
| 18 mai 1985 |                                    |                 |                                                    | Mantoue Arbitre : Groumbinas |

| 19 mai 1985 | France B | 36 – 21 | Union soviétique | Tulle |
| 19 mai 1985 |          |         |                  | Tulle |
| 19 mai 1985 |          |         |                  | Tulle |

| 31 mai 1985 | Union soviétique | 14 – 6 (8 - 3) | Roumanie | Kiev Arbitre : J-C. Yché |
| 31 mai 1985 |                  |                |          | Kiev Arbitre : J-C. Yché |
| 31 mai 1985 |                  |                |          | Kiev Arbitre : J-C. Yché |

### Barrage
| 12 octobre 1985 | Espagne | 9 – 12 | Tunisie | Lavelanet |
| 12 octobre 1985 |         |        |         | Lavelanet |
| 12 octobre 1985 |         |        |         | Lavelanet |

## Division B

### Poule 1

#### Classement
| Rang | Pays            | J | V | N | D | Pm | Pe | Diff | Pts |
| ---- | --------------- | - | - | - | - | -- | -- | ---- | --- |
| 1    | Portugal        | 3 | 3 | 0 | 0 | 0  | 0  | 0    | 9   |
| 2    | Tchécoslovaquie | 3 | 2 | 0 | 1 | 0  | 0  | 0    | 7   |
| 3    | Pologne         | 3 | 1 | 0 | 2 | 0  | 0  | 0    | 5   |
| 4    | Maroc           | 3 | 0 | 0 | 3 | 0  | 0  | 0    | 3   |

|  | Qualifié pour la division A (no 1). |

#### Matchs joués
| 13 octobre 1984 | Tchécoslovaquie | 4 - 3 | Pologne | Havirov |
| 13 octobre 1984 |                 |       |         | Havirov |
| 13 octobre 1984 |                 |       |         | Havirov |

| 17 mars 1985 | Maroc | 6 - 12 | Portugal | Rabat |
| 17 mars 1985 |       |        |          | Rabat |
| 17 mars 1985 |       |        |          | Rabat |

| 14 avril 1985 | Pologne | 28 - 6 | Maroc | Sochaczew |
| 14 avril 1985 |         |        |       | Sochaczew |
| 14 avril 1985 |         |        |       | Sochaczew |

| 18 avril 1985 | Portugal | 18 - 0 | Tchécoslovaquie | Lisbonne |
| 18 avril 1985 |          |        |                 | Lisbonne |
| 18 avril 1985 |          |        |                 | Lisbonne |

| 21 avril 1985 | Maroc | 6 - 22 | Tchécoslovaquie | Rabat |
| 21 avril 1985 |       |        |                 | Rabat |
| 21 avril 1985 |       |        |                 | Rabat |

| 28 avril 1985 | Portugal | 14 - 0 | Pologne | Lisbonne |
| 28 avril 1985 |          |        |         | Lisbonne |
| 28 avril 1985 |          |        |         | Lisbonne |

### Poule 2

#### Classement
| Rang | Pays      | J | V | N | D | Pm | Pe | Diff | Pts |
| ---- | --------- | - | - | - | - | -- | -- | ---- | --- |
| 1    | Pays-Bas  | 3 | 3 | 0 | 0 | 0  | 0  | 0    | 9   |
| 2    | Belgique  | 3 | 2 | 0 | 1 | 0  | 0  | 0    | 7   |
| 3    | Allemagne | 3 | 1 | 0 | 2 | 0  | 0  | 0    | 5   |
| 4    | Suède     | 3 | 0 | 0 | 3 | 0  | 0  | 0    | 3   |

|  | Qualifié pour la division A (no 1). |

#### Matchs joués
| 14 octobre 1984 | Pays-Bas | 27 - 3 | Suède | Hilversum |
| 14 octobre 1984 |          |        |       | Hilversum |
| 14 octobre 1984 |          |        |       | Hilversum |

| 16 octobre 1984 | Belgique | 19 - 3 | Suède | Bruxelles |
| 16 octobre 1984 |          |        |       | Bruxelles |
| 16 octobre 1984 |          |        |       | Bruxelles |

| 4 novembre 1984 | Allemagne | 10 - 23 | Pays-Bas | Hanovre |
| 4 novembre 1984 |           |         |          | Hanovre |
| 4 novembre 1984 |           |         |          | Hanovre |

| 8 décembre 1984 | Belgique | 14 - 12 | Allemagne | Arlon |
| 8 décembre 1984 |          |         |           | Arlon |
| 8 décembre 1984 |          |         |           | Arlon |

| 24 mars 1985 | Pays-Bas | 15 - 3 | Belgique | Hilversum |
| 24 mars 1985 |          |        |          | Hilversum |
| 24 mars 1985 |          |        |          | Hilversum |

| 4 mai 1985 | Suède | 6 - 18 | Allemagne | Karlskrona |
| 4 mai 1985 |       |        |           | Karlskrona |
| 4 mai 1985 |       |        |           | Karlskrona |